# Велия Рамковски
Велия Рамковски (на македонска литературна норма: Велија Рамковски) е бизнесмен, общественик и политик от Северна Македония.

## Биография
Рамковски е роден в 1947 година в прилепското село Дебреще, тогава в Югославия. Семейството му се мести в Битоля в 1952 година. Рамковски завършва Икономическия факултет на Скопския университет в 1970 година. От 1972 до 1990 година работи в няколко обществени предприятия в Скопие, като по това време основава най-голямата частна фирма в Социалистическа федеративна република Югославия „Унипроком“ в Скопие. В 1992 година основава и първата частна телевизия в Северна Македония А1. В 2000 година телевизията печели награда за обективно информиране по програма на Асоциацията на журналистите на Македония, а в 2003 година печели наградата за гражданско общество и демокрация. Велия Рамковски основава Партия за икономическо възстановяване и фондация „Рамковски“ в 2006 година.
На 31 юли 2011 година телевизия А1 преустановява излъчване поради фалит, причинен от ареста и блокирането на банковите сметки на собственика на телевизията Велия Рамковски.